# Japan Open Tennis Championships 2022 - Doppio
Nicolas Mahut ed Édouard Roger-Vasselin erano i detentori del titolo ma hanno deciso di non partecipare a questa edizione del torneo.
In finale Mackenzie McDonald e Marcelo Melo hanno battuto Rafael Matos e David Vega Hernández con il punteggio di 6-4, 3-6, [10-4].

## Teste di serie
1. Thanasi Kokkinakis /  Nick Kyrgios (semifinale, ritirati)
2. Matthew Ebden /  Max Purcell (quarti di finale)

1. Rafael Matos /  David Vega Hernández (finale)
2. Daniel Evans /  John Peers (quarti di finale)

## Wildcard
1. Toshihide Matsui /  Kaito Uesugi (primo turno)

1. Yoshihito Nishioka /  Kaichi Uchida (primo turno)

## Qualificati
1. Sander Gillé /  Joran Vliegen (semifinale)

## Tabellone

### Legenda
| - Q = Qualificato - WC = Wild card - LL = Lucky loser | - ALT = Alternate - SE = Special Exempt - PR = Protected Ranking | - w/o = Walkover - r = Ritirato - d = Squalificato |

|  | Primo turno | Primo turno                  | Primo turno                 | Primo turno | Primo turno |  |  | Quarti di finale | Quarti di finale             | Quarti di finale             | Quarti di finale  | Quarti di finale  |                   |     | Semifinali | Semifinali                      | Semifinali               | Semifinali                        | Semifinali |   |     | Finale | Finale | Finale | Finale | Finale |  |
|  |             |                              |                             |             |             |  |  |                  |                              |                              |                   |                   |                   |     |            |                                 |                          |                                   |            |   |     |        |        |        |        |        |  |
|  | 1           | T Kokkinakis N Kyrgios       | T Kokkinakis N Kyrgios      | 6           | 6           |  |  |                  |                              |                              |                   |                   |                   |     |            |                                 |                          |                                   |            |   |     |        |        |        |        |        |  |
|  | WC          | Y Nishioka K Uchida          | Y Nishioka K Uchida         | 1           | 2           |  |  | 1                | T Kokkinakis N Kyrgios       | T Kokkinakis N Kyrgios       | 7                 | 6                 |                   |     |            |                                 |                          |                                   |            |   |     |        |        |        |        |        |  |
|  |             | G Escobar N Jarry            | 6                           | 3           | [8]         |  |  |                  | P Martínez B Zapata Miralles | P Martínez B Zapata Miralles | 5                 | 4                 |                   |     |            |                                 |                          |                                   |            |   |     |        |        |        |        |        |  |
|  |             | P Martínez B Zapata Miralles | 3                           | 6           | [10]        |  |  |                  |                              |                              |                   |                   |                   |     | 1          | T Kokkinakis N Kyrgios          | T Kokkinakis N Kyrgios   | T Kokkinakis N Kyrgios            |            |   |     |        |        |        |        |        |  |
|  | 4           | D Evans J Peers              | D Evans J Peers             | 6           | 7           |  |  |                  |                              |                              | M McDonald M Melo | M McDonald M Melo | M McDonald M Melo | w/o |            |                                 |                          |                                   |            |   |     |        |        |        |        |        |  |
|  |             | A Göransson B McLachlan      | A Göransson B McLachlan     | 2           | 65          |  |  | 4                | D Evans J Peers              | 2                            | 7                 | [6]               |                   |     |            |                                 |                          |                                   |            |   |     |        |        |        |        |        |  |
|  |             | M McDonald M Melo            | M McDonald M Melo           | 6           | 6           |  |  |                  | M McDonald M Melo            | 6                            | 65                | [10]              |                   |     |            |                                 |                          |                                   |            |   |     |        |        |        |        |        |  |
|  |             | A de Minaur F Tiafoe         | A de Minaur F Tiafoe        | 3           | 1           |  |  |                  |                              |                              |                   |                   |                   |     |            | Mackenzie McDonald Marcelo Melo | 6                        | 3                                 | [10]       |   |     |        |        |        |        |        |  |
|  |             | B Nakashima H Reese          | 4                           | 6           | [10]        |  |  |                  |                              |                              |                   |                   |                   |     |            |                                 | 3                        | Rafael Matos David Vega Hernández | 4          | 6 | [4] |        |        |        |        |        |  |
|  |             | S Doumbia F Reboul           | 6                           | 1           | [2]         |  |  |                  | B Nakashima H Reese          | B Nakashima H Reese          | 3                 | 64                |                   |     |            |                                 |                          |                                   |            |   |     |        |        |        |        |        |  |
|  |             | H Hach Verdugo M Kecmanović  | H Hach Verdugo M Kecmanović | 65          | 4           |  |  | 3                | R Matos D Vega Hernández     | R Matos D Vega Hernández     | 6                 | 7                 |                   |     |            |                                 |                          |                                   |            |   |     |        |        |        |        |        |  |
|  | 3           | R Matos D Vega Hernández     | R Matos D Vega Hernández    | 7           | 6           |  |  |                  |                              |                              |                   |                   |                   |     | 3          | R Matos D Vega Hernández        | R Matos D Vega Hernández | 7                                 | 6          |   |     |        |        |        |        |        |  |
|  | WC          | T Matsui K Uesugi            | 6                           | 65          | [8]         |  |  |                  |                              | Q                            | S Gillé J Vliegen | S Gillé J Vliegen | 5                 | 4   |            |                                 |                          |                                   |            |   |     |        |        |        |        |        |  |
|  | Q           | S Gillé J Vliegen            | 3                           | 7           | [10]        |  |  | Q                | S Gillé J Vliegen            | 6                            | 5                 | [10]              |                   |     |            |                                 |                          |                                   |            |   |     |        |        |        |        |        |  |
|  |             | A Popyrin R Ramanathan       | A Popyrin R Ramanathan      | 2           | 64          |  |  | 2                | M Ebden M Purcell            | 3                            | 7                 | [8]               |                   |     |            |                                 |                          |                                   |            |   |     |        |        |        |        |        |  |
|  | 2           | M Ebden M Purcell            | M Ebden M Purcell           | 6           | 7           |  |  |                  |                              |                              |                   |                   |                   |     |            |                                 |                          |                                   |            |   |     |        |        |        |        |        |  |

## Qualificazioni

### Teste di serie
1. Sander Gillé /  Joran Vliegen (qualificati)

1. Max Schnur /  John-Patrick Smith (ultimo turno)

### Qualificati
1. Sander Gillé /  Joran Vliegen

### Tabellone
|  | Primo turno | Primo turno                        | Primo turno                        | Primo turno | Primo turno |  |  | Ultimo turno | Ultimo turno                  | Ultimo turno | Ultimo turno | Ultimo turno |  |
|  |             |                                    |                                    |             |             |  |  |              |                               |              |              |              |  |
|  | 1           | Sander Gillé Joran Vliegen         | Sander Gillé Joran Vliegen         | 6           | 6           |  |  |              |                               |              |              |              |  |
|  | WC          | Shintaro Mochizuki Sho Shimabukuro | Shintaro Mochizuki Sho Shimabukuro | 1           | 4           |  |  | 1            | Sander Gillé Joran Vliegen    | 6            | 2            | [10]         |  |
|  |             | Aziz Dougaz Elias Ymer             | Aziz Dougaz Elias Ymer             | 4           | 1           |  |  | 2            | Max Schnur John-Patrick Smith | 4            | 6            | [5]          |  |
|  | 2           | Max Schnur John-Patrick Smith      | Max Schnur John-Patrick Smith      | 6           | 6           |  |  |              |                               |              |              |              |  |